# 斜棘䲗屬
斜棘䲗屬（學名：Repomucenus）為䲗科下一個原生於印度洋及西太平洋的一個屬，此屬亦包含一種淡水魚香斜棘䲗（R. olidus）。

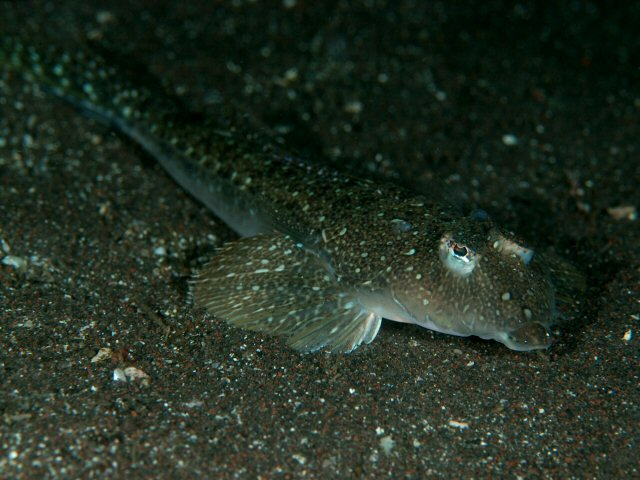
長崎斜棘䲗（R. huguenini）

## 種
本屬目前辨認出五個種：
- 野生斜棘䲗（R. calcaratus）
- 長崎斜棘䲗（R. huguenini）
- 香斜棘䲗（R. olidus）
- 飾鰭斜棘䲗（R. ornatipinnis）
- 絲鰭斜棘䲗（R. virgis）

## 文獻
1. ↑  Froese, R. & Pauly, D. (eds.) (2014). Species of Repomucenus. FishBase. Version 2014-06.